# Hiroki Kawano
Hiroki Kawano (født 30. marts 1990) er en japansk fodboldspiller, som spiller for den japanske fodboldklub Tokyo Verdy.